# The Wall Street Journal
The Wall Street Journal (WSJ) là một nhật báo có ảnh hưởng lớn trên thế giới, xuất bản tại Thành phố New York, tiểu bang New York với lượng phát hành trung bình trên 2 triệu bản mỗi ngày trên toàn thế giới (trong năm 2006). Nhiều năm liền, nó là tờ báo có số lượng phát hành lớn nhất của Hoa Kỳ; tuy nhiên, tháng 11 năm 2003, nó nhường vị trí đó cho tờ USA Today. Tờ báo này cũng phát hành ở Châu Á và Châu Âu. Đối thủ chính là một tờ báo tài chính ở London, tờ Financial Times, cũng đã xuất bản ở nhiều nước. The Wall Street Journal sở hữu bởi công ty Dow Jones & Company.
Tờ The Wall Street Journal phát hành lần đầu ở Mỹ và chuyên viết về kinh doanh và tài chính—tên của nó bắt nguồn từ phố Wall, con đường ở Thành phố New York là trái tim của trung tâm tài chính này. Nó đã được in liên tục từ khi ra đời từ ngày 8 tháng 7 năm 1889, do Charles Dow, Edward Jones và Charles Bergstresser sáng lập nên. Nó đã được nhận giải thưởng Pulitzer 29 lần, tham khảo 2003 và giải thưởng Pulitzer 2004 vì chất lượng giải thích trong bài báo.

## Thuở ban đầu đến nay

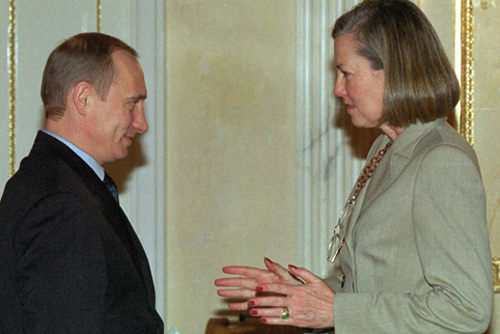
Vladimir Putin với phóng viên của tờ báo Karen Elliott House, 2002

Dow Jones & Company được phát hành vào năm 1882 bởi các phóng viên Charles Dow, Edward Jones và Charles Bergstresser. Jones converted the small Customers' Afternoon Letter into The Wall Street Journal, xuất bản lần đầu năm 1889, và bắt đầu dịch vụ phát tờ báo này qua đường điện thoại. Nó đã đề cao the Jones 'Average', phát hành cổ phiếu lần đầu trên Sàn giao dịch chứng khoán New York
Nhà báo Clarence Barron nắm quyền kiểm soát công ty vào năm 1902; tổng phát hành quanh quẩn ở con số khoảng 7000 nhưng sau đó lên đến 50000 bản vào cuối năm 1920
Phiên bản internet của tờ báo này là, The Wall Street Journal Online xuất hiện năm 1996. Năm 2003, Dow Jones bắt đầu hợp nhất tờ báo thành...